# Takács Dániel (labdarúgó)
Takács Dániel (Túrkeve, 1884. november 18. – Székesfehérvár, 1952. október 14.) válogatott magyar labdarúgó, csatár.

## Pályafutása

### Klubcsapatban
1903 és 1904 között a Fővárosi TC-ben futballozott. 1905-ben a Ferencváros játékosa volt, ahol egy bajnoki címet szerzett a csapattal. A Fradiban 17 mérkőzésen szerepelt (13 bajnoki, 2 nemzetközi, 2 hazai díjmérkőzés) és 5 gólt szerzett (mind bajnoki). Ezt követően 1906-tól a Törekvés csapatában szerepelt. 1913 és 1919 között a Temesvári Kinizsi játékosa volt. 1919-től a Testvériség SE csapatában játszott.

### A válogatottban
1910 és 1912 között három alkalommal szerepelt a válogatottban.

## Sikerei, díjai
- Magyar bajnokság
  - bajnok: 1905

## Statisztika

### Mérkőzései a válogatottban
| Magyarország | Magyarország      | Magyarország               | Magyarország  | Magyarország | Magyarország | Magyarország | Magyarország | Magyarország |
| #            | Dátum             | Helyszín                   | Hazai         | Eredmény     | Vendég       | Kiírás       | Gólok        | Esemény      |
| ------------ | ----------------- | -------------------------- | ------------- | ------------ | ------------ | ------------ | ------------ | ------------ |
| 1.           | 1910. november 6. | Budapest, Millenáris-pálya | Magyarország  | 3 – 0        | Ausztria     | barátságos   | -            |              |
| 2.           | 1911. január 1.   | Párizs, Stade du CAP       | Franciaország | 0 – 3        | Magyarország | barátságos   | -            |              |
| 3.           | 1912. április 14. | Budapest, Üllői úti pálya  | Magyarország  | 4 – 4        | Németország  | barátságos   | -            |              |
|              | Összesen          |                            |               | 3            | mérkőzés     |              | 0            | gól          |